# Conclaaf van 1303
Het conclaaf van 1303 vond plaats in oktober en volgde op de dood van paus Bonifatius VIII op 11 oktober 1303.

## Voorgeschiedenis
Tijdens zijn pontificaat was Bonifatius diverse malen in conflict gekomen met koning Filips IV van Frankrijk, wat zijn hoogtepunt bereikte met de uitvaardiging van de bul Unam Sanctam, waarin hij de machtssuprematie van de paus verkondigde. Maar ook andere partijen, waaronder de Romeinse Colonna familie en bijna het gehele College van Kardinalen, keerden zich tegen Bonifatius.
Op 7 september 1303 trokken troepen onder leiding van Guillaume de Nogaret, kanselier van Frankrijk, de stad Anagni binnen, waar Bonifatius zich op dat moment bevond. Deze episode is bekend als de Gijzeling in Anagni. Doel was om de paus te ontvoeren en hem ter verantwoording te roepen voor een concilie in Lyon. Na korte tijd gevangen te zijn gehouden in de voormalige pauselijke residentie werd Bonifatius door ingrijpen van de lokale bevolking en gesteund door leden van de Romeinse familie Orsini bevrijd en terug naar Rome gebracht, waar hij kort daarna overleed.

## Conclaaf
Doordat Bonifatius VIII de kardinalen Giacomo en Pietro Colonna uit hun ambt had gezet, kwam het totaal van kiesgerechtigde kardinalen op 18 die allen aan het conclaaf deelnamen. Onder hen Matteo Rosso Orsini, die al voor de 12e keer aan een conclaaf deelnam.
Het conclaaf begon op 21 oktober 1303 en vond plaats in de Sint-Pietersbasiliek. Na slechts 1 dag werd Niccolò Boccasini, deken van het College van Kardinalen, gekozen. Hij nam de naam Benedictus XI aan. Hij was een van de kardinalen (samen met kardinaal-bisschop Pedro Rodriguez en kardinaal-diaken Matteo Rosso Orsini) die de net overleden paus Bonifatius trouw waren gebleven tot aan zijn dood. Op 27 oktober 1303 werd Benedictus XI door kardinaal Matteo Orsini in de Sint-Pietersbasiliek gekroond.

### Aanwezige kardinalen
Naar nationaliteit:
- Italiaanse: 15
- Franse: 2
- Spaanse: 1

Italianen:
- Giovanni Boccamazza
- Teodorico Ranieri
- Leonardo Patrasso
- Giovanni Minio da Morrovalle
- Gentile Partino
- Matteo Orsini
- Napoleone Orsini
- Landolfo Brancaccio
- Guglielmo de Longhi
- Francesco Napoleone Orsini
- Giacomo Caetani Stefaneschi
- Francesco Caetani
- Riccardo Petroni
- Luca Fieschi

Fransen:
- Jean Le Moine
- Robert de Pontigny

Spanjaarden:
- Pedro Rodriguez

## Nasleep
Benedictus’ korte pontificaat (8 maanden) zou gekenmerkt worden door verzoeningspogingen richting Frankrijk en de Colonna familie.